# 1932年ロサンゼルスオリンピックのイギリス選手団
1932年ロサンゼルスオリンピックのイギリス選手団（1932ねんロサンゼルスオリンピックのイギリスせんしゅだん）は、1932年7月30日から8月14日にかけてアメリカ合衆国のロサンゼルスで開催された1932年ロサンゼルスオリンピックのイギリス選手団、およびその競技結果。

## 概要
今大会は金メダル4個、銀メダル7個、銅メダル5個の合計16個のメダルを獲得した。

## メダル
| メダル | 選手名                                                                                      | 競技   | 種目                   |
| ------ | ------------------------------------------------------------------------------------------- | ------ | ---------------------- |
| 金     | トーマス・ハンプソン                                                                        | 陸上   | 男子800m               |
| 金     | トーマス・グリーン                                                                          | 陸上   | 男子50km競歩           |
| 銀     | ジェリー・コーンズ                                                                          | 陸上   | 男子1500m              |
| 銀     | サミュエル・フェリス                                                                        | 陸上   | 男子マラソン           |
| 銀     | パーシー・ベアード                                                                          | 陸上   | 男子110mハードル       |
| 銀     | トーマス・エヴェンソン                                                                      | 陸上   | 男子3000m障害          |
| 銀     | クルー・ストーンレイ トーマス・ハンプソン デヴィッド・バーリー ゴドフリー・ランプリング     | 陸上   | 男子4×400mリレー       |
| 銀     | アーネスト・チェンバース スタンリー・チェンバース                                           | 自転車 | 男子タンデムスプリント |
| 銅     | アイリーン・ヒスコック グウェンドリン・ポーター ヴァイオレット・ウェブ ネリー・ハルステッド | 陸上   | 女子4×100mリレー       |
| 銅     | エリザベス・デービス                                                                        | 競泳   | 女子100m背泳ぎ         |
| 銅     | フランク・サウソール ウィリアム・ハーヴェル チャールズ・ホランド アーネスト・ジョンソン     | 自転車 | 男子4000m団体追い抜き  |